# NStigate Games
nStigate Games (anciennement Nihilistic Software) est un studio de développement de jeux vidéo fondé en mars 1998 par Ray Gresko, Robert Huebner et Steve Tietze.

## Historique
Le premier titre développé par le studio est le jeu de rôle Vampire : La Mascarade - Rédemption qui est publié en juin 2000 sur PC et MAC. L’équipe de développement commence ensuite à travailler en collaboration avec Blizzard Entertainment sur le jeu d’action et d’infiltration StarCraft: Ghost jusqu'à ce que le projet soit confié à Swingin' Ape Studios fin 2004. En 2005, Nihilistic Software termine le développement de Marvel Nemesis : l'Avènement des Imparfaits, un jeu de combat basé sur l’univers Marvel et publié par Electronic Arts sur PlayStation 2, Xbox et GameCube. Depuis, le studio a développé plusieurs jeux pour les consoles de nouvelle génération comme Conan, Zombie Apocalypse ou encore PlayStation Move Heroes.
Nihilistic a développé Resistance: Burning Skies sorti en 2012, et développe actuellement Call of Duty: Black Ops Declassified sur PlayStation Vita
.
Le 18 octobre 2012 le studio annonce sur son site officiel sa volonté d'abandonner le développement de jeux en boîte afin de se concentrer sur le marché du jeu vidéo téléchargeable, mobile et online. L'entreprise est renommée pour l’occasion, et devient nStigate Games.
Le 13 novembre 2012, nStigate a publié Call of Duty: Black Ops - Déclassifié pour la Vita. Le jeu a été largement critiqué pour sa conception médiocre et ses problèmes techniques invalidants.

## Jeux développés
- Vampire : La Mascarade - Rédemption (2000)
- StarCraft: Ghost (annulé)
- Marvel Nemesis : L'Avènement des imparfaits (2005)
- Conan (2007)
- Zombie Apocalypse (2009)
- PlayStation Move Heroes (2011)
- Resistance: Burning Skies (2012)
- Call of Duty: Black Ops Declassified (2012)

### Source
- (en) Cet article est partiellement ou en totalité issu de l’article de Wikipédia en anglais intitulé « Nihilistic Software » (voir la liste des auteurs).